# Helen Cates
Helen Cates (* vor 1992) ist eine Schauspielerin.

## Leben
Cates erlebte ihr Filmdebüt als Tess Kennedy in Lou Antonios 1992 veröffentlichten Fernseh-Thriller Eine mörderische Freundschaft. Nach einigen Auftritten in verschiedenen Film- und Fernsehproduktionen spielte sie 1996 die Enid in Dan Irelands Kinofilm Alle Liebe dieser Welt. Von 1997 bis 1998 hatte sie die wiederkehrende Rolle der Nancy Boyd in der Sitcom Ein Pastor startet durch inne. Zudem war sie, neben einigen weiteren Auftritten in Fernsehserien, im Jahr 2002 als Mrs. Spears in der Seifenoper Zeit der Sehnsucht und von 2002 bis 2003 als Carol Bodine in drei Folgen der Krimiserie The District – Einsatz in Washington zu sehen.

## Filmografie
- 1992: Eine mörderische Freundschaft (A Taste for Killing, Fernsehfilm)
- 1992–1993: Scharfe Waffen – Heiße Kurven (Dangerous Curves, Fernsehserie, 2 Folgen)
- 1994: Hinrichtung live – Die Bestie muß sterben! (Witness to the Execution, Fernsehfilm)
- 1995: Die Kehrseite der Medaille (Underneath)
- 1995: A Mother’s Gift (Fernsehfilm)
- 1995: Streets of Laredo (Miniserie, 2 Folgen)
- 1996: Alle Liebe dieser Welt (The Whole Wide World)
- 1996: Kindesraub – Die Entführer wohnen nebenan (The People Next Door, Fernsehfilm)
- 1997–1998: Ein Pastor startet durch (Soul Man, Fernsehserie, 5 Folgen)
- 1998: Merchants of Venus
- 2000: Strong Medicine: Zwei Ärztinnen wie Feuer und Eis (Strong Medicine, Fernsehserie, eine Folge)
- 2000: The Michael Richards Show (Fernsehserie, eine Folge)
- 2000: Dharma & Greg (Fernsehserie, eine Folge)
- 2000: New York Life – Endlich im Leben! (Time of Your Life, Fernsehserie, eine Folge)
- 2001: Walker, Texas Ranger (Fernsehserie, eine Folge)
- 2002: Zeit der Sehnsucht (Days of Our Lives, Fernsehserie)
- 2002–2003: The District – Einsatz in Washington (The District, Fernsehserie, 4 Folgen)
- 2003: Star Trek: Enterprise (Fernsehserie, eine Folge)
- 2004: Becker (Fernsehserie, eine Folge)
- 2004: Für alle Fälle Amy (Judging Amy, Fernsehserie, eine Folge)
- 2011: Tumbling (Kurzfilm)
- 2014: Rent-a-Mom: It’s Your Money, Honey (Kurzfilm)